# 納速剌丁
纳速剌丁（13世纪—1292年），元朝大臣，回回人。赛典赤·赡思丁的长子。
中统元年（1260年）担任安南达鲁花赤，率领回回军进入云南。后为中奉大夫、云南诸路宣慰使都元帅。至元十六年（1279年）驻兵大理、保山、腾冲，率兵到达金齿、蒲、骠、曲蜡、缅国等地，招各族三百余寨，定租赋，置邮传，立卫兵。赡思丁去世，至元十七年（1280年），忽必烈命纳速剌丁为云南行省左丞，不久升为右丞。至元二十一年（1284年），升为荣禄大夫、云南行省平章政事。奏减冗官，定屯田规章。他建议罢宣慰司及都元帅府，由行省统一事权。让云南达官子弟入质京师，建立云南诸路提刑按察司，清查积压案件、裁撤冗员。定赋税、建立军屯，开通云南驿路，禁止权贵发放高利贷，确定云南的货币与全国通用货币的金银比值。至元二十三年（1286年），率合剌章蒙古军千人，随从皇子脱欢征讨交趾。至元二十八年（1291年）升为陕西行省平章政事。次年，病逝。追封为延安王。其子伯颜、乌马儿、伯颜察儿。

## 传记资料
- 《元史》列传第十二
- 《新元史》列传第五十二